# Rod Martin
Roderick Darryl Martin (nascido em 7 de abril de 1954) é um jogador aposentado de futebol americano que atuava na posição de linebacker que jogava na National Football League (NFL) pelo Oakland / Los Angeles Raiders de 1977 a 1988. Ele ficou conhecido por ter estabelecido o recorde de interceptações numa final da liga, com três interceptações no Super Bowl XV, que colocou ele na capa da revista Sports Illustrated.